# Konrad Kron
Konrad Kron († 1443 in Fürstenwalde/Spree) war Bischof von Lebus (damals Fürstenwalde).
Konrad Kron stammte vermutlich aus Westfalen und war 1424 Lizentiat und Richter am bischöflichen Offizialat in Breslau. Für 1433 ist er als Dompropst in Lebus bezeugt und wurde nach dem Tod des Bischofs Peter von Burgsdorff 1439 zu dessen Nachfolger gewählt. 
1440 nahm er am Basler Konzil teil, wo er vermutlich auch die päpstliche Bestätigung seiner Wahl erlangte. Die Bischofsweihe nahm der Gnesener Erzbischof Wincenty Kot vor. 1441 nahm Kron an einer Metropolitansynode in Łęczyca teil. Nach seinem Tod wurde er im Fürstenwalder Dom beigesetzt.